# パークトー駅
パークトー駅（パークトーえき、タイ語:สถานีรถไฟปากท่อ）は、タイ王国中部ラーチャブリー県パークトー郡にある、タイ国有鉄道南本線の駅である。

## 概要
ラーチャブリー県の人口約7万人が暮らすパークトー郡にある。駅の正面側は東向きであり、町の中心部に位置する。二等駅であり1日に8本（4往復）の列車が発着しその内訳は快速1往復、普通3往復である。
クルンテープ駅から134.67km地点に位置し、快速列車利用で3時間程度である。
当駅からメークローン線西線の終点であるメークローン駅と接続する計画があったが、実現しなかった。

## 歴史
タイ国有鉄道南本線は東北本線、北本線に次ぐ3番目の幹線として1899年に着工された。南本線は前記2線とは異なり始めから1,000mm軌間を採用して敷設された。（前記2線は当初は標準軌である1,435mmで敷設されたがその後1,000mm軌間に改軌された。）
1903年6月19日に旧トンブリー駅 - ペッチャブリー駅間が完成しそれに伴い当駅も開業した。
現在ナコーンパトム駅よりフワヒン駅までの複線化工事が進行中である。 
- 1903年6月19日：南本線旧トンブリー駅 - ペッチャブリー駅間開通に伴い開業。

## 駅構造
単式1面のホーム1面1線をもつ地上駅であり、駅舎はホームに面している。